# USS Henry B. Wilson
USS Henry B. Wilson je bilo ime več plovil Vojne mornarice ZDA:
- USS Henry B. Wilson (DD-957)
- USS Henry B. Wilson (DDG-7)